# Bahamas Bowl 2018
Match précédent Match suivant
Le Bahamas Bowl 2018 est un match de football américain de niveau universitaire joué après la saison régulière de 2018, le 22 décembre 2018 au Thomas-Robinson Stadium de Nassau aux Bahamas.
Il s'agit de la 5e édition du Bahamas Bowl.
Le match met en présence l’ équipe des Panthers de FIU issue de la Conference USA et l’équipe des Rockets de Toledo issue de la Mid-American Conference.
Il débute à 12 h 30, heure locale et est retransmis à la télévision par ESPN.
Sponsorisé par Elk Grove Village, le match est officiellement dénommé le 2018 Makers Wanted Bahamas Bowl,.
Les Panthers de FIU gagnent le match sur le score de 35 à 32.

## Présentation du match
| Équipes | Conférences | Entraîneurs       | Stats. saison rég. | Classements avant le bowl CFP-AP-Coaches |
| --- | ----------- | ----------------- | ------------------ | ---------------------------------------- |
| Panthers de FIU                                                                                              | C-USA       | Butch Davis (en)  | 8 - 4              | NC                                       |
| Rockets de Toledo                                                                                            | MAC         | Jason Candle (en) | 7 - 5              | NC                                       |
| Arbitre : Mike Vandervelde (Mountain West) Équipe donnée favorite par les bookmakers : Toledo par 5½ points. |             |                   |                    |                                          |

Il s'agit de la 4e rencontre entre ces deux équipes :
| Date              | Saison | Vainqueur | Score   | Perdant | Compétition                                 |
| ----------------- | ------ | --------- | ------- | ------- | ------------------------------------------- |
| 26 décembre 2010  | 2010   | FIU       | 34 - 32 | Toledo  | Little Caesars Bowl                         |
| 26 septembre 2009 | 2009   | Toledo    | 41 - 31 | FIU     | Match de saison régulière joué à Miami, FL  |
| 27 septembre 2008 | 2008   | FIU       | 35 - 16 | Toledo  | Match de saison régulière joué à Toledo, OH |

### Panthers de FIU
Avec un bilan global en saison régulière de 8 victoires et 4 défaites (6-2 en matchs de conférence), Florida International est éligible et le 25 novembre, accepte l'invitation pour participer au Bahamas Bowl de 2018.
Ils terminent 3e de la East Division de la Conference USA derrière Middle Tennessee et Marshall.
À l'issue de la saison 2018 (bowl non compris), ils n'apparaissent pas dans les classements CFP, AP et Coaches.
Le quarterback titulaire, James Morgan, à cause d’une épaule douloureuse doit déclarer forfait pour le bowl et se fait remplacer par QB Christian Alexander.
Il s'agit de leur première apparition au Bahamas Bowl.

### Rockets de Toledo
Avec un bilan global en saison régulière de 7 victoires et 5 défaites (5-3 en matchs de conférence), Toledo est éligible et accepte le 25 novembre l'invitation pour participer au Bahamas Bowl de 2018.
Ils terminent 4e de la West Division de la Mid-American Conference derrière Northern Illinois, Western Michigan et Eastern Michigan.
À l'issue de la saison 2018 (bowl non compris), ils n'apparaissent pas dans les classements CFP, AP et Coaches.
Il s'agit de leur première apparition au Bahamas Bowl.

## Résumé du match
Résumé et photo sur la page du site francophone The Blue Pennant.
Début du match à 12 h 33, fin à 16 h 09 pour une durée totale de jeu de 3 h 33 min.
Températures de 25 °C, vent d'ouest de 27 km/h , ensoleillé avec un peu de nuages.
| QT          | Temps       | Drive       | Drive       | Drive       | Équipe      | Description de l'action | Score | Score |
| QT          | Temps       | Jeux        | Yards       | TDP         | Équipe      | Description de l'action | FIU   | TOL   |
| ----------- | ----------- | ----------- | ----------- | ----------- | ----------- | --- | ----- | ----- |
| 1           | 14:37       | 2           | 3           | 00:23       | TOL         | TD à la suite d'une course de 3 yards par RB Bryant Koback + 1 point de conversion par K Jameson Vest                                             | 0     | 7     |
| 1           | 00:11       | 12          | 52          | 05:10       | TOL         | FG de 28 yards par K Jameson Vest | 0     | 10    |
| 2           | 12:44       | 8           | 75          | 02:27       | FIU         | TD à la suite d'une course de 6 yards par RB Anthony Jones + 1 point de conversion par K Jose Borregales                                          | 7     | 10    |
| 2           | 02:57       | 7           | 96          | 03:21       | FIU         | TD de 36 yards par TE Sterling Palmer à la suite d'une réception de passe de QB Christian Alexander + 1 point de conversion par K Jose Borregales | 14    | 10    |
| 3           | 10:35       | 8           | 75          | 04:25       | TOL         | TD de 7 yards par WR Jon'Vea Johnson à la suite d'une réception de passe de QB Eli Peters + 1 point de conversion par K Jameson Vest              | 14    | 17    |
| 3           | 03:47       | 8           | 80          | 04:16       | FIU         | TD à la suite d'une course de 30 yards par RB Anthony Jones + 1 point de conversion par K Jose Borregales                                         | 21    | 17    |
| 4           | 11:12       | 9           | 88          | 05:17       | FIU         | TD à la suite d'une course de 16 yards par WR Maurice Alexander + 1 point de conversion par K Jose Borregales                                     | 28    | 17    |
| 4           | 07:21       | 9           | 75          | 03:51       | TOL         | TD de 2 yards par WR Diontae Johnson à la suite d'une réception de passe de QB Eli Peters, 2-point pass good (Eli Peters to Cody Thompson)        | 28    | 25    |
| 4           | 00:41       | 13          | 83          | 06:40       | FIU         | TD à la suite d'une course de 18 yards par RB Anthony Jones + 1 point de conversion par K Jose Borregales                                         | 35    | 25    |
| 4           | 00:02       | 5           | 75          | 00:39       | TOL         | TD de 43 yards par WR Jon'Vea Johnson à la suite d'une réception de passe de QB Eli Peters + 1 point de conversion par K Jameson Vest             | 35    | 32    |
| Score final | Score final | Score final | Score final | Score final | Score final | Score final | 35    | 32    |

## Statistiques
| Système | Nom                 | Équipe | Poste |
| ------- | ------------------- | ------ | ----- |
| Attaque | Christian Alexander | FIU    | QB    |
| Défense | Edwin Freeman       | FIU    | LB    |

| Statistiques                           | FIU                                                   | TOL                                                   |
| -------------------------------------- | ----------------------------------------------------- | ----------------------------------------------------- |
| 1er down                               | 26                                                    | 21                                                    |
| 1er down à la course                   | 10                                                    | 8                                                     |
| 1er down à la passe                    | 13                                                    | 12                                                    |
| 1er down suite pénalité                | 3                                                     | 1                                                     |
| Conversion de 3e down                  | 9/15                                                  | 2/11                                                  |
| Conversion de 4e down                  | 1/2                                                   | 2/2                                                   |
| Jeux–yards                             | 70 jeux pour 459 yards                                | 65 jeux pour 388 yards                                |
| Yards à la course                      | 43 courses pour 236 yards moyenne de 5,5 yards/course | 27 courses pour 124 yards moyenne de 4,6 yards/course |
| Yards à la passe                       | 223                                                   | 264                                                   |
| Passes : Réussies-Tentées-Interceptées | 18/27 passes complétées, 0 interception               | 22/37 passes complétées, 0 interception               |
| Réussite en zone rouge/chances         | 3/3                                                   | 4/5                                                   |
| TD                                     | 5                                                     | 4                                                     |
| Field Goals                            | -/-                                                   | 1/1                                                   |
| Sacks (Nombre-Yards)                   | 1 pour 6 yards adverses perdus                        | 0/0                                                   |
| Fumbles (Nombre/Perdus)                | 4/1                                                   | 1/1                                                   |
| Pénalités (Nombre/Yards perdus)        | 7 pour 50 yards perdus                                | 5 pour 55 yards perdus                                |
| Temps de possession                    | 33:11                                                 | 26:49                                                 |

| Quarterbacks        | Quarterbacks         | Quarterbacks                                                                                   |
| ------------------- | -------------------- | ---------------------------------------------------------------------------------------------- |
| FIU                 | Alexander, Christian | 17/26 passes complétées, 209 yards, 0 interception, 1 TD, 0 sack subi, évaluation QB de 145,6  |
| FIU                 | Alexander, Maurice   | 1/1 passes complétées, 14 yards, 0 interception, 0 TD, 0 sack subi, évaluation QB de 217,6     |
| TOL                 | Peters, Eli          | 22/38 passes complétées, 264 yards, 0 interception, 3 TDs, 1 sack subi, évaluation QB de 142,3 |
| Meilleurs coureurs  |                      |                                                                                                |
| FIU                 | Jones, Anthony       | 15 courses pour 92 yards nets gagnés, 3 TDs, moyenne de 6,1 yards/course                       |
| TOL                 | Peters, Eli          | 5 courses pour 43 yards nets gagnés, 0 TD, moyenne de 8,6 yards/course                         |
| Meilleurs receveurs |                      |                                                                                                |
| FIU                 | Alexander, Maurice   | 5 réceptions pour 30 yards gagnés, 0 TD                                                        |
| TOL                 | Johnson, Diontae     | 6 réceptions pour 98 yards gagnés, 1 TD                                                        |
| Meilleurs tacklers  |                      |                                                                                                |
| FIU                 | Freeman, Edwin       | 8 tacles dont 5 en solo                                                                        |
| TOL                 | Olekanma, Richard    | 8 tacles dont 4 en solo, ½ TFL                                                                 |